# 장원톈
장원톈(중국어 간체자: 张闻天, 정체자: 張聞天, 병음: Zhāng Wéntiān, 또는 일명 뤄푸(중국어: 洛甫, 병음: Luòfǔ, 1900년 8월 30일 ~ 1976년 7월 1일)는 중국 공산당의 지도자 중 한 사람이다. 1935년부터 1943년까지 중국공산당 총서기를 맡았다.

## 생애
1900년 장쑤 성에서 부유한 상인의 아들로 태어났다. 난징의 공업학교를 마치고, 1922년 미국으로 건너가 캘리포니아대학에서 1년간 수학했다.
귀국후 학교에서 가르쳤고 좌익 인사들과 교류하면서 뤄푸(洛甫)라는 이름으로 서구의 고전들을 번역했다. 천윈의 추천으로 중국 공산당에 입당하여 1926년부터 1930년까지 모스크바 중산 대학에서 공부했으며 당시 그 대학의 교장이자 코민테른의 중국 담당관이던 파벨 미프의 영향을 받았다.
1928년 중앙위원으로 선출되고 1931년 상하이로 돌아와 정치국원, 중앙위원회 조직국장이 되었다. 미프의 영향을 받는 이른바 "28인의 볼셰비키" 그룹의 일원으로 마오쩌둥의 '농민노선'과 장시성의 중화소비에트공화국 정책을 비판하였다. 그러나 1934년 28인의 볼셰비키 그룹의 정책 실패로 장정을 떠나게 되고 쭌이 회의에서 마오쩌둥의 노선을 지지함으로 마오를 지도자로 선출하는 데 힘을 보탰다.
옌안에 도착한 이후 사상 및 선전분야에서 일했고 청년들을 교육하는 데 큰 영향을 준 책을 집필하기도 했다. 이 시기 마오가 왕밍 및 장궈타오와 권력투쟁을 벌일 당시 마오와 연합하는 서약을 하여 1945년 마오가 당권을 완전히 장악했을 때 그의 지위를 보전할 수 있었다.
중일 전쟁이 끝나자 린뱌오와 함께 만주로 가서 만주를 중국 국민당에 저항하는 거점을 만드는 역할을 맡았다. 중화인민공화국 수립 이후 그는 초대 주 소련주재 대사가 되어 1955년까지 활동했다.
1959년 마오의 대약진 운동을 비판하였기 때문에 비난을 받았으며, 1966년 정치국원으로부터 해임되었고 문화혁명의 광풍속에서 펑더화이, 류샤오치의 일당으로 지목받고 시골로 추방당하였다. 노년에는 심장병으로 고통받았다. 추방당해 있던 장쑤성의 시골병원에 산소공급장치가 없어, 마오쩌둥에게 베이징에서 치료받게 해달라는 탄원을 올렸으나 마오는 거절했다. 결국 1976년 병으로 죽었다. 1978년에 사후 복권되었다.
| 전임 보구 | 중국 공산당 총서기 1935년 - 1943년 | 후임 마오쩌둥 중앙위 주석으로 승계 |